# 電力計
電力計（でんりょくけい、英語: wattmeter）は、電力を測るための電気計器である。

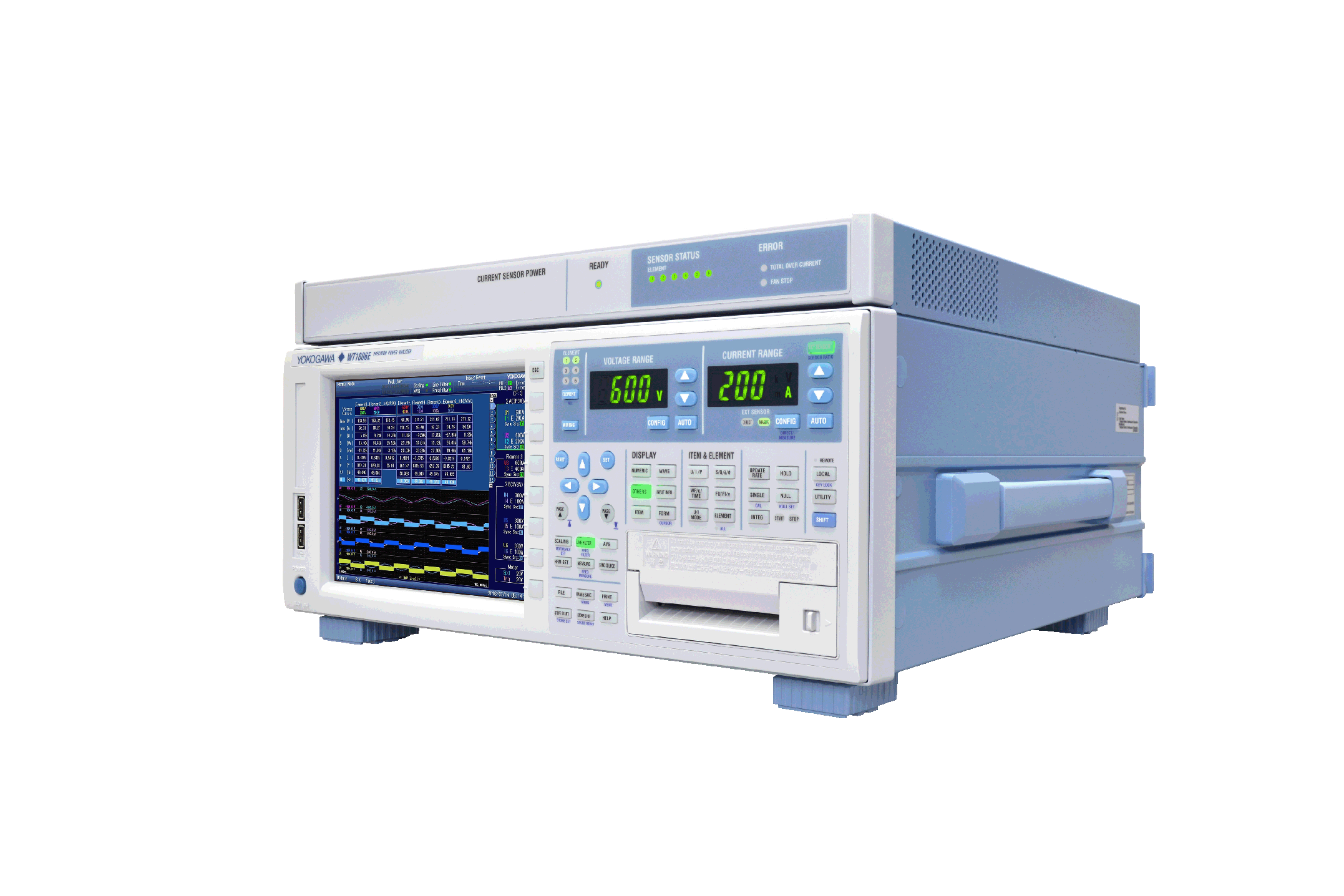
横河電機株式会社のパワーアナライザ(電力計)

## アナログ電力計

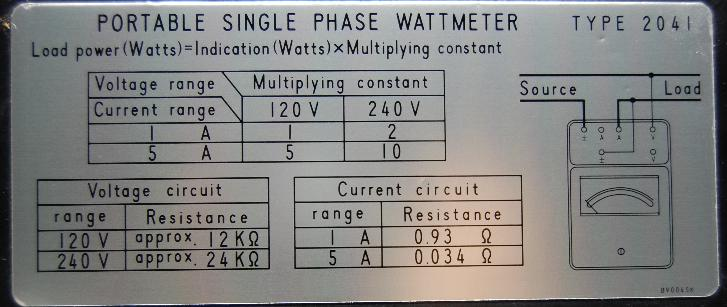
単相電力計の乗数表と接続図

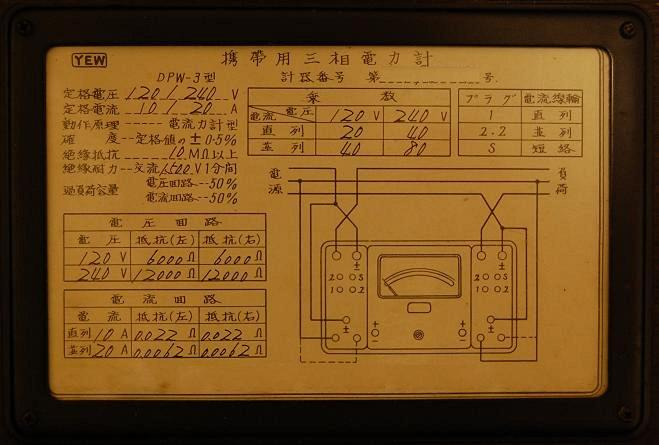
三相電力計の乗数表と接続図

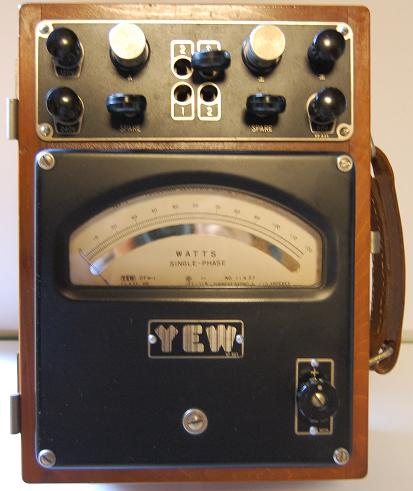
単相電力計

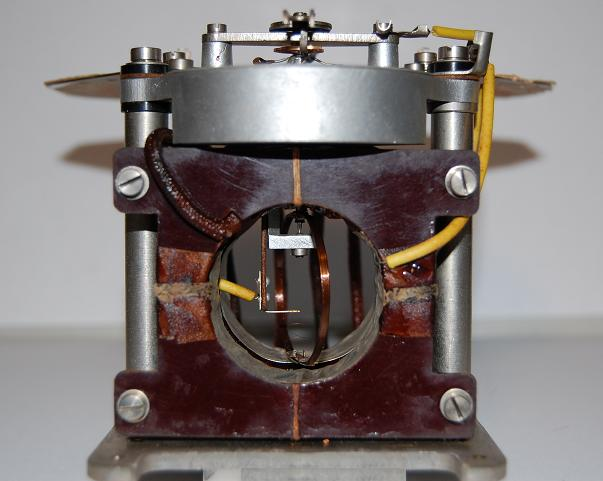
単相電力計の内部構造

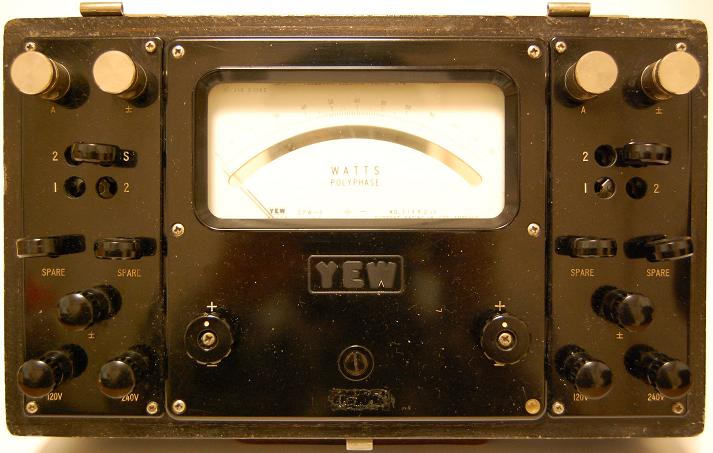
三相電力計

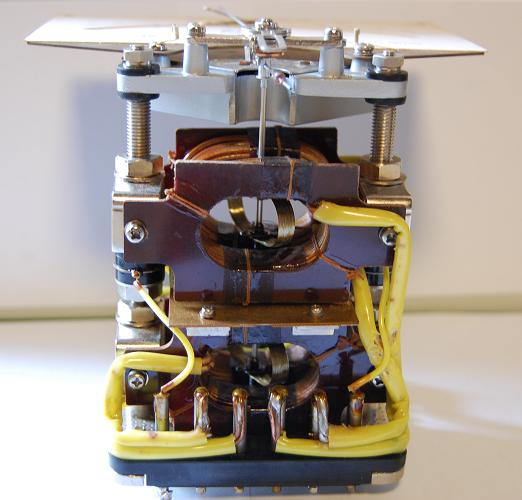
三相電力計の内部構造

### 接続方法
電圧端子を回路に並列、電流端子を回路を開いて直列に接続する。補償コイルが含まれている場合は接続方法を間違えると誤差を生じるので、本体または説明書に記載されている接続方法を守る必要がある。
V-A接続法
電流コイルの前に電圧コイルを回路に並列に接続する。電圧コイルに流れる電流を電流コイルに含めない。
また、真値=指示値-I^2Ra となる（ただしRaは電流コイルの抵抗値）。
A-V接続法
電流コイルの後に電圧コイルを接続する。電圧コイルに流れる電流を電流コイルに含める。
よって、真値=指示値-V^2/Rv となる（ただしRvは電圧コイルの抵抗値）。

### 指示値の計算方法
指示値から乗数表を用いて電力の値を算出する。
負荷電力 = 指示値×乗数
- 例 - 電圧端子を120 [V] 電流端子を5 [A] に接続したとすると、乗数表より乗数は5。よって指針の指示した値に乗数を掛ければ負荷電力（有効電力）となる。

### 内部構造及び原理
一般的に電流コイルは大きく、重いものとなるので固定コイルとし、電圧コイルは小さく、軽くできるので可動コイルとする。電流コイルに電流を流すと、二組のコイル（ヘルムホルツコイル）により平等磁界が現れる。その磁界中に電圧コイルを置き、電圧を加えれば電流が流れて偶力が発生し、渦巻きばねとのトルクが等しくなった時点で指針が停止する。

### 単相電力計
電流力計形電力計と呼ばれ、電流力計形計器の基本形である。直流電力Pは V・I で求めることができるが、交流の場合は力率 (cosθ) を考慮しなくてはならない。交流においての電力Pは VI*cosθ と表せる。この交流においての電力Pを有効電力と呼んでいる。この値を電力計で表示しようというものである。単相電力を測定する際に用いられ、周波数1000Hz程度までの交流および直流に使用可能である。また低力率形電力計の場合は周波数特性が悪くなり45Hzから500Hz程度までとなる。

### 三相電力計
三相交流電力を一台で測れるもので、二つの可動コイルは一本の主軸で接続されており、単相電力計の可動コイル及び固定コイルを二階建てにした構造になっている。なお、その間には電流コイルによる干渉を防ぐためにケイ素鋼板により磁気遮蔽が施されている。また、本来は外側も同様に磁気遮蔽が施される。

### 無効電力計
電圧コイルとインダクタンスを直列に接続し、力率が1のとき電流コイルに流れる電流と電圧コイルに流れる電流の位相差がπ/2 radになるように調整がなされている。この装置は直列に接続されているインダクタンスにより周波数の影響を受けるので製造された時点で定格周波数（50もしくは60Hz）が定められている。現在は配電盤用のみで携帯用無効電力計は製造されていない。0％の力率で運転する同期調相機、約100%のの力率にて運転する回転変流機などに用いられた。

### 二電力計法（ブロンデルの定理）
二電力計法とは、「三相三線式の電力は2台の単相電力計で測定できる。」というブロンデルの定理を利用したものである。
ここで、電力計W1の指示値をP1[W]そして、電力計W2の指示値をP2[W]とすれば
P=P1+P2[W]
となり2台の単相電力計の指示値の和より三相電力が求まる。
また、この測定の際に負荷の力率の関係より片方の電力計は逆振れを起こす事がある。その際には電力計にあるダイアルを+から-に切り替える、もしくは電圧端子の±端子とV端子を入れ替える事で正に振れる。正に振れるようになった指示値をもう片方の電力計から差し引けば三相電力の値となる。

### 高周波電力計
高周波の電力を測定する電力計を高周波電力計と言う。
使用形態による分類
通過型と終端型がある。通過型は伝送線路の途中に挿入して電力を測定する。終端型は伝送線路の先の負荷を取り外し、負荷の代わりに接続して電力を測定する。
検波方式による分類
ダイオード検波方式と熱電対方式がある。ダイオード検波方式は、応答速度に優れるがサイン波以外の実効値測定では誤差が大きくなる。熱電対方式は、あらゆる波形において誤差の少ない実効値測定が出来るが、応答速度が遅い。

## デジタル電力計(パワーアナライザ)
書いてる途中です。(どなたか加筆をお願いいたします。)